# Adesmia godoyae
Adesmia godoyae là một loài thực vật có hoa trong họ Đậu. Loài này được Reiche miêu tả khoa học đầu tiên.